# Bisdom Santa Marta
Het bisdom Santa Marta (Latijn: Dioecesis Sanctae Marthae) is een rooms-katholiek bisdom met als zetel Santa Marta, in Colombia. Het bisdom is suffragaan aan het aartsbisdom Barranquilla. 

## Geschiedenis
Het bisdom werd opgericht op 10 januari 1534, uit delen van het bisdom Santo Domingo. Op 11 september 1562 werd het bisdom opgeheven en het bisdom Santafé en Nueva Granada opgericht met de bisschop van Santa Marta als eerste bisschop. Op 14 april 1577 werd het opnieuw opgericht uit delen van het nieuw verheven aartsbisdom Santafé en Nueva Granada. Het wisselde meermaals van kerkprovincie en was achtereenvolgens suffragaan aan de aartsbisdommen Sevilla (1534), Santo Domingo (1546), Santafé en Nueva Granada (1577), Cartagena (1900), en Barranquilla (1969). 

## Parochies
Het bisdom had in 2020 een oppervlakte van 11.333 km2 en telde 925.000 inwoners waarvan 87,5% rooms-katholiek was.

## Bisschoppen
- Alfonso de Tobes (9 januari 1534 - Niet in bezit genomen)
- Juan Fernando Angulo (6 september 1536 - juli 1542)
- Martín de Calatayud (19 december 1543 - 9 november 1548)
- Juan de los Barrios (2 april 1552 - 11 september 1562)
- Juan Méndez de Villafranca (14 april 1577 - december 1577)
- Sebastián Ocando (6 februari 1579 - 21 juni 1619)
- Leonel de Cervantes y Caravajal (17 maart 1621 - 1 december 1625)
- Lucas García Miranda (15 december 1625 - 11 maart 1629)
- Antonio Corderiña Vega (16 december 1630 - 1640)
- Juan de Espinoza y Orozco (16 juni 1642 - 6 augustus 1651)
- Francisco de la Cruz (25 februari 1658 - 24 april 1660)
- Francisco de la Trinidad Arrieta (5 september 1661 - 18 december 1663)
- Melchor de Liñán y Cisneros (6 oktober 1664 - 26 januari 1668)
- Lucas Fernández de Piedrahita (27 februari 1668 - 16 november 1676)
- Diego de Baños y Sotomayor (13 september 1677 - 15 februari 1683)
- Gregorius Jacobus Pastrana (24 april 1684 - 26 oktober 1690)
- Juan Víctores de Velasco (19 juli 1694 - 28 november 1707)
- Ludovicus de Gayoso (30 augustus 1713 - december 1713)
- Antonio Monroy y Meneses (21 januari 1715 - 1 september 1738)
- José Ignacio Mijares Solórzano y Tobar (11 november 1740 - 21 mei 1742)
- Juan Nieto Polo del Aguila (15 juli 1743 - 28 november 1746)
- José Javier de Arauz y Rojas (28 november 1746 - 28 mei 1753)
- Ferdinand Camacho y Rojas (28 mei 1753 - 18 augustus 1754)
- Nicolás Gil Martínez y Malo (4 augustus 1755 - 4 april 1763)
- Agustín Manuel Camacho y Rojas (20 augustus 1764 - 4 maart 1771)
- Francisco Javier Calvo (4 maart 1771 - 22 december 1773)
- Francisco Navarro Acevedo (13 maart 1775 - 19 september 1788)
- Anselmo José de Fraga y Márquez (29 maart 1790 - 22 maart 1793)
- José Alejandro de Egües y Villamar (1 juni 1795 - 26 oktober 1796)
- Diego Santamaría Cevallos (17 april 1798 - 10 oktober 1801)
- Eugenio Sesé (28 september 1801 - 31 oktober 1803)
- Miguel Sánchez Cerrudo (20 augustus 1804 - 4 augustus 1810)
- Manuel Redondo y Gómez (19 april 1811 - 1813)
- Antonio Gómez Polanco (28 juli 1817 - 13 december 1820)
- José María Estévez (21 mei 1827 - 15 oktober 1834)
- José Luis Serrano (1 februari 1836 - 12 mei 1852)
- Bernabé Rojas (13 januari 1854 - 13 april 1858)
- Vicente Arbeláez Gómez (apostolisch vicaris: 13 mei 1859 - 9 december 1864)
- José Romero (5 juli 1875 - 22 september 1891; apostolisch vicaris sinds 6 december 1864)
- Rafael Celedón (17 december 1891 - 10 december 1902)
- Francisco Simón y Ródenas (5 juli 1904 - 2 december 1912)
- Francisco Cristóbal Toro (16 december 1913 - 8 februari 1917)
- Joaquín Garcia Benitez (15 september 1917 - 14 mei 1942)
- Bernardo Botero Álvarez (5 juli 1944 - 29 mei 1956)
  - Pedro José Rivera Mejía (hulpbisschop: 25 juni 1951 - 20 februari 1953)
  - Alfredo Rubio Diaz (hulpbisschop: 7 juli 1953 - 29 mei 1956)
- Norberto Forero y García (27 mei 1956 - 2 juni 1971)
- Javier Naranjo Villegas (2 juni 1971 - 24 juli 1980)
- Félix María Torres Parra (11 december 1980 - 11 mei 1987)
- Hugo Eugenio Puccini Banfi (4 december 1987 - 5 augustus 2014)
- Luis Adriano Piedrahíta Sandoval (5 augustus 2014 - 11 januari 2021)
- José Mario Bacci Trespalacios (19 november 2021 - heden)

## Galerij van afbeeldingen

Wapen van het bisdom Santa Marta
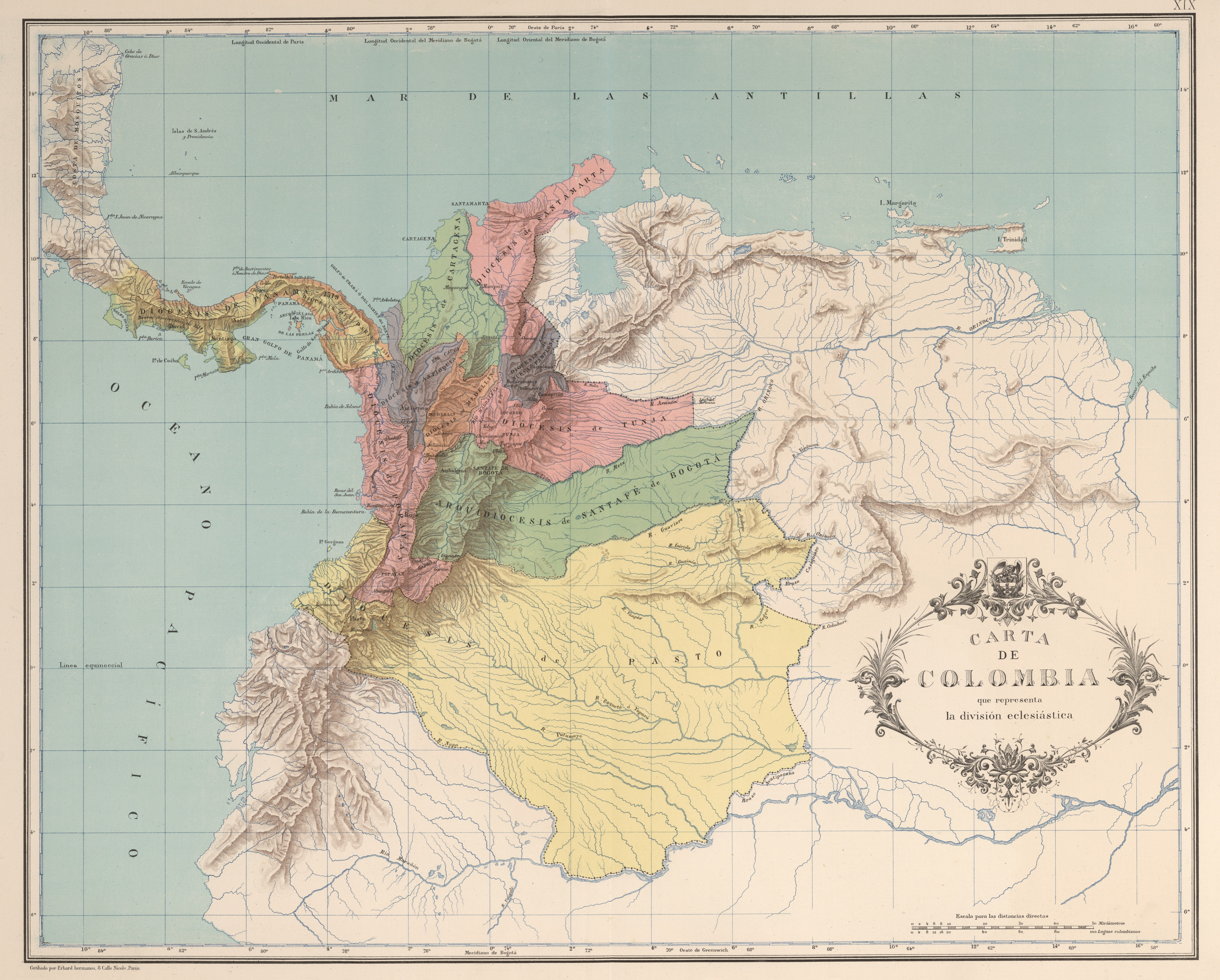
Bisdommen van Colombia in 1890, Santa Marta is rechtboven in het roze
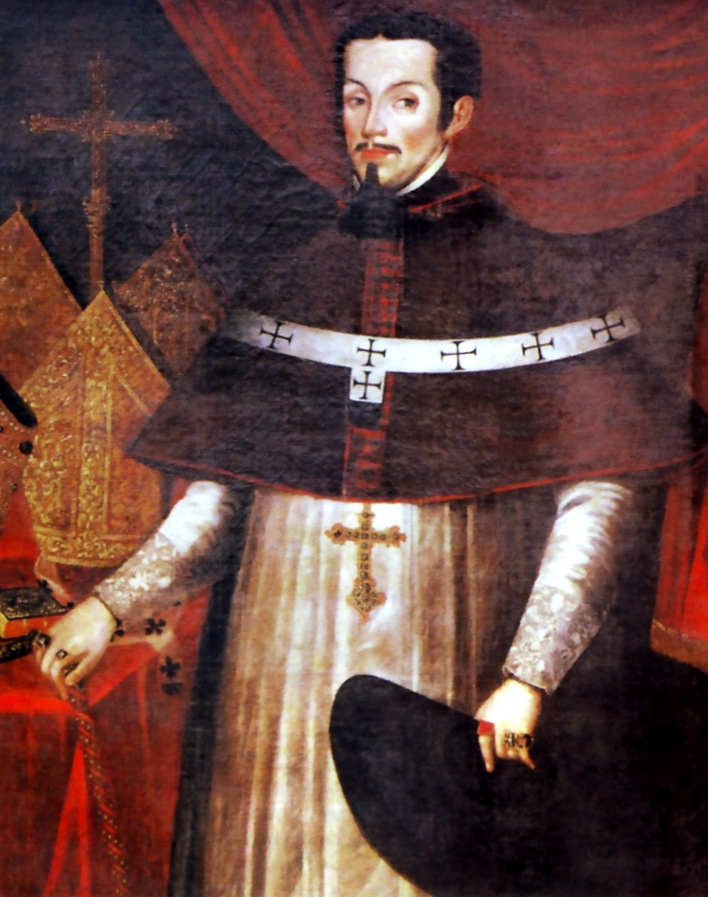
Bisschop Melchor de Liñán y Cisneros (1664-1668)

Barranquilla (aartsbisdom) · El Banco · Riohacha · Santa Marta · Valledupar